# 德川虎吉
徳川虎吉（1711年8月—1711年11月）为日本江戶幕府第六代將軍：德川家宣第五子。
1711年（正徳元年）8月、作為徳川家宣第五子出生於江戶城本丸。生母為側室於須免之方（蓮淨院）。於出生3個月後的1711年11月夭折。